# Rety
Rety (auch als Réty, niederländisch: Reetseke) ist eine französische Gemeinde mit 2.050 Einwohnern (Stand: 1. Januar 2022) im Département Pas-de-Calais in der Region Hauts-de-France. Rety gehört zum Arrondissement Boulogne-sur-Mer und ist Teil des Kantons Desvres. 

## Geographie
Rety liegt am Fluss Slack. Die Gemeinde gehört zum Regionalen Naturpark Caps et Marais d’Opale.
Umgeben wird Rety von den Nachbargemeinden Ferques im Norden, Fiennes im Nordosten, Hardinghen im Osten, Boursin im Süden und Südosten, Belle-et-Houllefort im Süden und Südwesten, Wierre-Effroy im Westen sowie Rinxent im Westen.

## Bevölkerungsentwicklung
| 1962 | 1968 | 1975 | 1982 | 1990 | 1999 | 2006 | 2012 |
| ---- | ---- | ---- | ---- | ---- | ---- | ---- | ---- |
| 1622 | 1633 | 1617 | 1707 | 1809 | 1924 | 1918 | 2082 |

## Sehenswürdigkeiten
- Kirche Saint-Jean-Baptiste

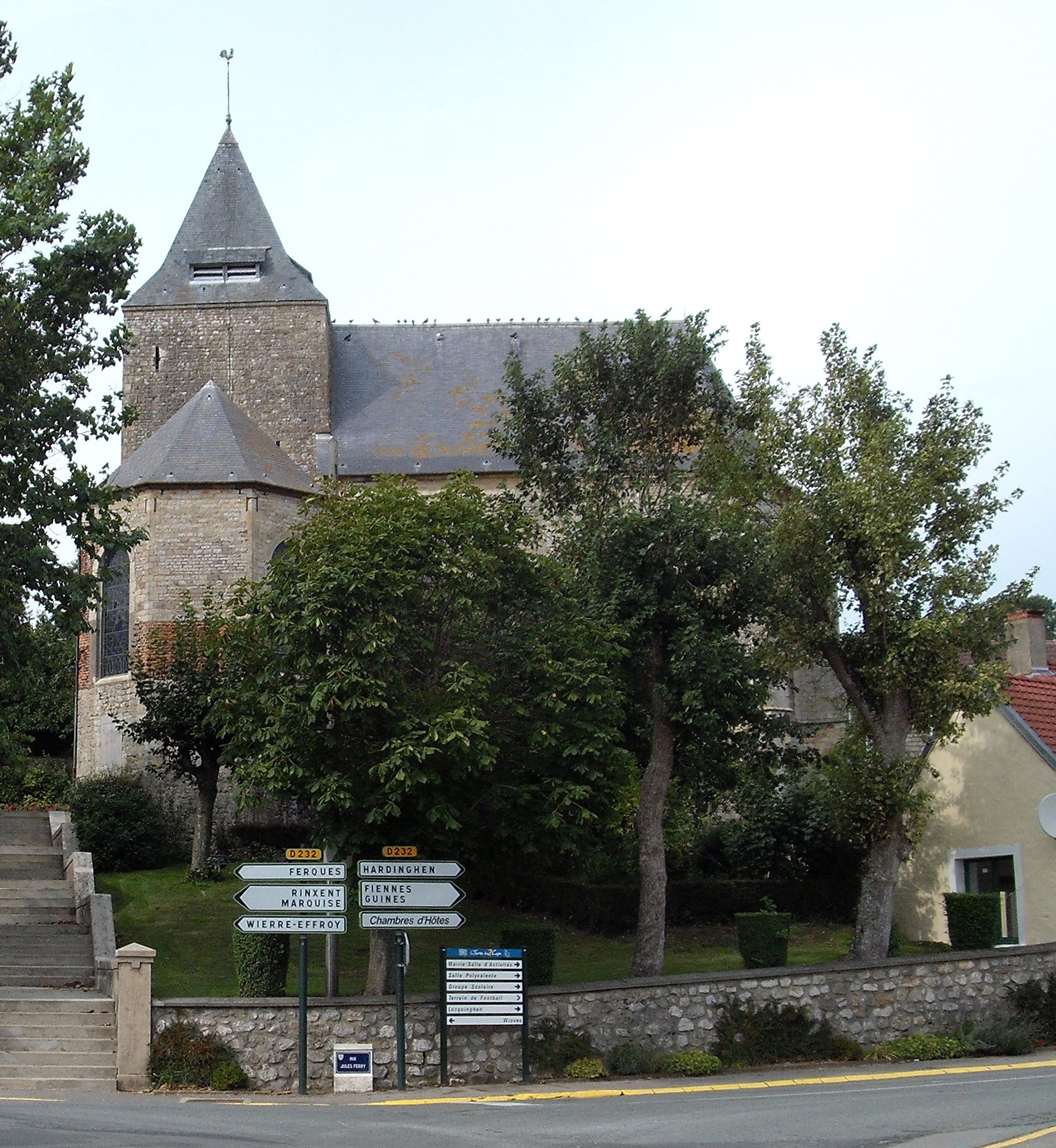
Kirche Saint-Jean-Baptiste a Loquinghen

- Kirche Saint-Martin aus dem 15. Jahrhundert
- Schloss Austruy aus dem 19. Jahrhundert
- Burgruine